# Nycteris nana
Nycteris nana är en fladdermusart som först beskrevs av K. Andersen 1912.  Nycteris nana ingår i släktet Nycteris och familjen hålnäsor. IUCN kategoriserar arten globalt som livskraftig. Inga underarter finns listade i Catalogue of Life.

## Utseende
Arten är med svans 8,0 till 9,3 cm lång, svanslängden är 3,7 till 4,9 cm och vikten varierar mellan 4,5 och 7 g. Fladdermusen har 3,2 till 3,7 cm långa underarmar och 0,7 till 1,0 cm långa bakfötter samt 1,9 till 2,3 cm stora öron. Den är så en av de minsta familjemedlemmar. Liksom hos andra hålnäsor förekommer köttiga flikar på näsan (bladet) med ett långsträckt hål i mitten. Bladet, hakan och den broskiga fliken i örat (tragus) är krämfärgade till vita. Ovansidans pälsfärg varierar mellan ljusbrun och mörkbrun och undersidans päls är alltid ljusare brun. Öronen blir mörkare till svarta mot kanterna och flygmembranen är likaså mörk. De övre framtänderna har två knölar på toppen.

## Utbredning
Denna fladdermus förekommer med tre från varandra skilda populationer i västra och centrala Afrika. Den hittas från Elfenbenskusten till Togo samt från Kamerun till Kenya och söderut till norra Angola. Arten lever i låglandet och i bergstrakter upp till 2100 meter över havet. Habitatet utgörs av torra eller fuktiga skogar, av galleriskogar och av fuktiga savanner.

## Ekologi
Mindre familjegrupper vilar i träd. Andra viloplatser som använd är grottor, gruvor, vägtrummor, broarnas undersida och underjordiska bon som skapades av myrkottar.
Individerna flyger under jakten tätt över marken eller ovanför skogarnas undervegetation och de plockar insekter från växterna. Antagligen har honor en kull per år med en unge. Ungen diar sin mor 45 till 60 dagar.